# Sclaters cotinga
De Sclaters cotinga (Doliornis sclateri) is een zangvogel uit de familie Cotingidae (cotinga's). Deze vogel is genoemd naar de Engelse ornitholoog Philip Lutley Sclater.

## Verspreiding en leefgebied
Deze soort is endemisch in centraal Peru.

## Status
De grootte van de populatie is in 2019 geschat op 3570 volwassen vogels. De populatie is klein en gaat achteruit door habitatverlies. Op de Rode lijst van de IUCN heeft deze soort daarom de status gevoelig.